# East Longmeadow
East Longmeadow és una població dels Estats Units a l'estat de Massachusetts. Segons el cens del 2000 tenia 14.100 habitants.

## Demografia
Segons el cens del 2000, East Longmeadow tenia 14.100 habitants, 5.248 habitatges, i 3.988 famílies. La densitat de població era de 419,7 habitants/km².
Dels 5.248 habitatges en un 34,1% hi vivien nens de menys de 18 anys, en un 65,7% hi vivien parelles casades, en un 7,5% dones solteres, i en un 24% no eren unitats familiars. En el 21,6% dels habitatges hi vivien persones soles el 13,8% de les quals corresponia a persones de 65 anys o més que vivien soles. El nombre mitjà de persones vivint en cada habitatge era de 2,65 i el nombre mitjà de persones que vivien en cada família era de 3,1.
Per edats la població es repartia de la següent manera: un 24,8% tenia menys de 18 anys, un 5,5% entre 18 i 24, un 26,4% entre 25 i 44, un 24,6% de 45 a 60 i un 18,8% 65 anys o més.
L'edat mediana era de 41 anys. Per cada 100 dones de 18 o més anys hi havia 86,2 homes.
La renda mediana per habitatge era de 62.680 $ i la renda mediana per família de 70.571$. Els homes tenien una renda mediana de 51.062 $ mentre que les dones 32.267$. La renda per capita de la població era de 27.659$. Entorn del 2,1% de les famílies i el 3,4% de la població estaven per davall del llindar de pobresa.